# Archytas analis
Archytas analis là một loài ruồi trong họ Tachinidae.